# Martin Amis
Pour les articles homonymes, voir Amis (homonymie).
Martin Amis, né le 25 août 1949 à Swansea (Pays de Galles) et mort le 19 mai 2023 à Lake Worth (Floride, États-Unis), est un romancier britannique.
Ses livres les plus connus sont Money (1984) et London Fields (1989). Il reçoit le prix James Tait Black Memorial Prize pour son livre autobiographique Experience (2000) et est nommé deux fois pour le Booker Prize (en 1991 pour Time's Arrow et en 2003 pour Yellow Dog). Amis est jusqu’en 2011 professeur d'écriture créative au Center for New Writing de l'université de Manchester. Publié en 2014, son roman La Zone d'intérêt (The Zone of interest) lui vaut, en France, le prix du Meilleur Livre étranger 2015. 
Le Times le place dix-neuvième dans son classement, établi en 2008, des « cinquante plus grands écrivains britanniques depuis 1945 ».
Le travail de Martin Amis se focalise sur les excès de la société occidentale capitaliste, dont il perçoit et satirise l’absurdité par le grotesque et la caricature. Inspiré par Saul Bellow, Vladimir Nabokov et James Joyce, ainsi que par son père Kingsley Amis, Martin Amis influence fortement à son tour des auteurs britanniques.

## Biographie

### Débuts
Martin Amis naît à Swansea dans le sud du pays de Galles. Son père, Sir Kingsley Amis, est romancier, fils d’un employé d’une manufacture de moutarde de Clapham, Londres ; sa mère, Hilary Bardwell, la fille d’un fonctionnaire au ministère de l’Agriculture. Il a un frère aîné, Philip, et sa sœur cadette, Sally, est morte en 2000. Ses parents divorcent alors qu’il a douze ans. Selon Martin Amis, son père ne s’intéresse absolument pas à son travail.
Amis suit l’enseignement de plusieurs écoles dans les années 1950 et 1960 — notamment la Bishop Gore School (Swansea Grammar School), et la Cambridgeshire High School for Boys — où il est décrit par un des directeurs comme étant « exceptionnellement peu prometteur ».
En 1965, à l’âge de quinze ans, il joue le rôle de John Thornton dans le film adapté du roman de Richard Hughes A High Wind in Jamaica (Un Cyclone à la Jamaïque).
Il ne lit que des bandes dessinées jusqu’à ce que sa belle-mère, la romancière Elizabeth Jane Howard, l’initie à l’œuvre de Jane Austen, qu’il cite souvent comme son influence la plus ancienne. Après une courte période à la Westminster School, il obtient son diplôme de l’Exeter College, à Oxford. Il entre ensuite au Times Literary Supplement, et à 27 ans il devient critique littéraire au New Statesman. Il rencontre Christopher Hitchens, alors rédacteur à The Observer, et qui reste un ami proche jusqu’à sa mort en 2011.

### Premiers livres
Son premier roman The Rachel Papers (1973) remporte le prix Somerset-Maugham. Ce livre, le plus traditionnel qu’il ait écrit, raconte l’histoire d’un adolescent égocentrique (élément qu'Amis reconnaît comme autobiographique) et sa relation avec sa petite amie (dont le livre comprend le nom) l’année précédant son entrée à l’université.
Amis écrit alors également le scénario du film Saturn 3, sorti dans les salles en 1980 – une expérience qu’il utilisera pour son cinquième roman, Money.
Dead Babies (1975), d’un ton plus désinvolte, est la chronique de quelques jours dans la vie d’un groupe d’amis qui se retrouvent dans une maison de campagne pour prendre de la drogue. Dans ce livre apparaissent un certain nombre de caractéristiques qui vont faire le style spécifique de Martin Amis : humour noir mordant, obsession du zeitgeist, interventions de l’auteur, personnages soumis à des mésaventures et humiliations sadiquement comiques, désinvolture méfiante. Ce livre a été adapté au cinéma en 2000 sous le même titre.
Success (1977) est l’histoire de deux frères de lait, Gregory Riding et Terry Service, et de leur destin heureux et malheureux. Il s’agit du premier exemple du goût d’Amis pour la présentation de personnages allant symboliquement par paires, qui est devenue un élément récurrent de sa fiction par la suite (Martin Amis et Martina Twain dans Money, Richard Tull et Gwyn Barry dans The Information, Jennifer Rockwell et Mike Hoolihan dans Night Train).
Other People: A Mystery Story (1981), qui se rapporte à une jeune femme qui sort du coma, est un roman de transition où pour la première fois l’auteur intervient dans la voix du narrateur, avec une langue hautement ouvragée dans la description par l’héroïne d’objets du quotidien, langue dont on a dit qu’elle aurait été influencée par l'école de poésie contemporaine « martienne » de Craig Raine (en). Il s’agit aussi du premier livre écrit par Amis après sa décision de se consacrer entièrement à l’écriture.

### Ouvrages principaux

#### Années 1980 et 1990
Les romans les plus connus de Martin Amis sont Money, London Fields, et The Information, couramment désignés sous le nom de « Trilogie de Londres ». Bien qu’ayant peu de points communs en matière d’intrigue et de narration, tous se rapportent à la vie d’hommes d’âge moyen, en explorant les courants sous-jacents, sordides et post-apocalyptiques, de la vie en Grande-Bretagne à la fin du XXe siècle. Les personnages londoniens d’Amis sont des anti-héros : leur comportement est discutable, ce sont des iconoclastes, et ils s’efforcent d’échapper à la banalité et à la futilité apparentes de leur existence.
Money (1984, sous-titre A Suicide Note) est le récit à la première personne de John Self, publicitaire et futur cinéaste, qui est « accro au 20e siècle ». Cette « satire de l’amoralité et de la cupidité des années Thatcher » rapporte une série d’épisodes d’humour noir au fur et à mesure des voyages de Self outre-Atlantique, dans une poursuite grossière et chaotique du succès personnel et professionnel. Le magazine Time a inclus ce roman dans sa liste des cent meilleurs romans de langue anglaise pour la période de 1923 à 2005.
London Fields (1989), le livre le plus long de Martin Amis, décrit les rencontres entre trois personnages principaux à Londres en 1999, dans le cadre de l’approche du « changement climatique ». Ils portent tous les trois des noms typiquement « amisiens » et ont des aspects caricaturaux : Keith Talent, escroc passionné par le jeu de fléchettes ; Nicola Six, « femme fatale » décidée à se faire assassiner ; et le grand bourgeois Guy Clinch, qui va se trouver pris entre les deux autres.
Le roman Time's Arrow, qui date de 1991, bien plus court, est notable pour sa narration inversée dans le temps – y compris les dialogues – et représente l’autobiographie d’un médecin d’un camp de concentration nazi. La technique du retour en arrière dans le temps, empruntée à Kurt Vonnegut dans Slaughterhouse 5 (1969) et Philip K. Dick dans Counter-Clock World (1967), semble transformer Auschwitz – tout comme l’ensemble des scènes de guerre – en des lieux de joie, de guérison et de résurrection.
The Information (1995) est remarquable par les scandales entourant sa publication. L’avance énorme (on a parlé de 500 000 £…) demandée et obtenue par Amis a entraîné ce que l’auteur a décrit comme « un Eisteddfod (festival, en gallois) d’hostilités » de la part des autres écrivains et critiques, Amis ayant abandonné son agent de longue date, Pat Kavanagh, pour être représenté par Andrew "The Jackal" Wylie. La rupture, aucunement à l’amiable, a créé une dissension entre Amis et son vieil ami Julian Barnes, dont Pat Kavanagh était l’épouse. Le roman traite de la relation entre deux auteurs britanniques de fiction. L’un est le fournisseur de « romans de gare » à grand succès et est envié par son ami, dont l’insuccès est proportionnel et qui s’adonne à une prose philosophique absconse. Le livre est écrit dans le style désormais classique de Martin Amis : personnages décrits comme des caricatures stéréotypées, réflexions grotesques sur la méchanceté de l’âge mûr, et un ton général de malaise post-apocalyptique.
En 1997, Amis publie le court roman Night Train (Train de nuit), où le narrateur est le détective américain Mike Hoolihan (qui, comme son prénom ne l’indique pas, est une femme). L’histoire tourne autour du suicide de la fille de son patron, une belle jeune femme heureuse en apparence. Comme la plupart des romans de Martin Amis, Night Train est sombre, glauque, prémonitoire, et semble refléter le point de vue de l’auteur sur les États-Unis.

#### Années 2000
Cette décennie a été la moins productive d’Amis depuis les années 1970 en termes de fictions longues (deux romans en dix ans) tandis que l’œuvre non fictionnelle a fortement augmenté en volume (trois livres publiés comprenant un récit de mémoires, un autre hybride entre semi-autobiographie et histoire politique, et un recueil d’articles de journalisme).
En 2000, Martin Amis publie le récit intitulé Expérience (Expérience). Celui-ci porte essentiellement sur les relations entre l’auteur et son père, le romancier Kingsley Amis, mais révèle également de nombreux autres aspects de la vie de Martin Amis. Il traite notamment des retrouvailles entre Martin Amis et sa fille, Delilah Seale, issue d’une liaison qu’il avait eue dans les années 1970, et qu’il n’avait pas rencontrée jusqu’à ce qu’elle ait 19 ans. Amis examine assez longuement aussi le meurtre de sa cousine Lucy Partington par Fred West. Le livre a reçu le prix James Tait Black Memorial Prize pour la biographie.
En 2002, l’auteur publie Koba the Dread (Koba la terreur), histoire dévastatrice des crimes de Lénine et Staline et de leur négation par de nombreux écrivains et universitaires occidentaux. L’ouvrage a déclenché une controverse en raison de son approche du sujet et de l’attaque qu’y formule Martin Amis contre son ami de longue date Christopher Hitchens, qui affiche des convictions politiques de gauche et dont Amis critique la sympathie supposée pour Staline.
En 2003, Yellow Dog (Le Chien jaune), le remier roman publié par Amis depuis six ans, est accueilli de manière mitigée. Néanmoins, Amis a déclaré le considérer parmi ses trois meilleurs livres. À la suite de cette réception peu favorable, Amis part s’installer avec sa famille en Uruguay, où il restera deux ans, travaillant à son roman suivant. Celui-ci est publié à son retour en 2006 sous le titre de House of Meetings, et il continue la croisade entreprise par l’auteur contre les crimes de l’ère stalinienne. Le roman raconte l’histoire de deux frères emprisonnés dans un goulag sibérien et qui, avant leur déportation, avaient été amoureux de la même femme. L’accueil critique est meilleur que celui de Yellow Dog, bien que certains considèrent que la qualité de l’œuvre de fiction d’Amis a baissé et qu’il n’est pas bien placé pour écrire un roman historique sérieux.
Le roman suivant de l’auteur The Pregnant Window (La Veuve enceinte), lui a pris longtemps à écrire et n’a été publié qu’à la fin de la décennie. 
Entre-temps, Amis a publié en 2008 un recueil intitulé The Second Plane rassemblant ses nombreux écrits au sujet des événements du 11 septembre et des problèmes majeurs qui ont résulté de la lutte contre le terrorisme.

#### Années 2010
The Pregnant Widow (La Veuve enceinte) est publié en 2010, après une longue période d’écriture, de réécriture et de révisions qui a porté sa pagination à 480 pages. Il a pour thème la révolution sexuelle et son titre est basé sur une citation d’Alexandre Herzen :
« The death of the contemporary forms of social order ought to gladden rather than trouble the soul. Yet what is frightening is that what the departing world leaves behind it is not an heir but a pregnant widow. Between the death of the one and the birth of the other, much water will flow by, a long night of chaos and desolation will pass. »
« La mort des formes contemporaines de l’ordre social devrait réjouir l’âme plutôt que la perturber. Mais ce qui est effrayant, c’est que ce que le monde qui disparaît laisse derrière lui n’est pas un héritier mais une veuve enceinte. Entre la mort de l’un et la naissance de l’autre, il aura passé beaucoup d’eau sous les ponts, une longue nuit de chaos et de désolation. »
L’histoire est située dans un château dont le propriétaire est un magnat du fromage, en Campanie, Italie, où Keith Nearing, un étudiant en littérature anglaise de 20 ans, sa petite amie Lily et l’amie de celle-ci, Shéhérazade, sont en vacances durant l’été très chaud de 1970, année où, selon Amis, « quelque chose était en train de changer dans le monde des hommes et des femmes ». Le narrateur est le surmoi, ou la conscience de Keith, en 2009.
En 2012, Martin Amis publie le roman Lionel Asbo: State of England. Cette fiction est centrée sur la vie de Desmond Pepperdine et de son oncle Lionel Asbo, voyou vorace et condamné récidiviste. Elle est située dans le quartier fictif de Diston Town, représentant une version grotesque de la Grande-Bretagne aujourd'hui, dominée par la culture des célébrités. Elle suit les événements majeurs de la vie des deux personnages, l’accès à la maturité de Desmond et le gain à la loterie de 140 millions de livres par Lionel. Dans une interview accordée à Jeremy Paxman, de Newsnight, Amis a déclaré que Lionel Asbo: State of England n’était pas une attaque contre son pays, s’affirmant « fier d’être Anglais » et considérant la nation avec affection. Les critiques, cette fois encore, ont été mitigées.
Son œuvre de 2014, The Zone of Interest (La Zone d'intérêt), est son deuxième livre dont l'action se situe dans le contexte de l'holocauste après Time's Arrow.

### Autres livres
Martin Amis a également publié deux recueils de nouvelles (Einstein's Monsters et Heavy Water), quatre volumes d’articles de journalisme et de critique (The Moronic Inferno, Visiting Mrs Nabokov, The War Against Cliché et The Second Plane), ainsi qu’un guide pour un jeu vidéo des années 1980, qu’il a depuis désavoué (Invasion of the Space Invaders). Il apparaît fréquemment dans des programmes de télé et de radio et publie dans la presse des articles de critique littéraire.

### Vie privée
Martin Amis est rentré en Angleterre en septembre 2006 après avoir passé deux ans et demi en Uruguay avec sa deuxième épouse, l’écrivaine Isabel Fonseca (en), et leurs deux filles. En 2010, il achète une propriété dans le quartier de Cobble Hill, un quartier de Brooklyn, à New York, et, en 2012, il écrit dans The New Republic qu’il quittera bientôt Londres pour aménager à Cobble Hill.

### Mort
Martin Amis meurt le 19 mai 2023 à son domicile de Floride d’un cancer de l'œsophage,. Le jour même, The Zone of Interest était projeté au Festival de Cannes 2023.

## Caractéristiques de l'œuvre
Les textes de Martin Amis ont pour décor les sociétés occidentales contemporaines, principalement anglaise et américaine. Son style, d'une vivacité extrême, allie humour et cynisme.
Le New York Times a désigné l’auteur comme l'un des maîtres du « nouveau désagréable » (new unpleasantness). Selon le Guardian, « tous les critiques ont noté cette "terrible vivacité de style" que déplorait Kingsley Amis... cette constante démonstration de maîtrise de la langue anglaise ; et il est vrai que l'amis-nité de Amis est reconnaissable dans chacun de ses textes, avant même d'arriver au premier point. ». 

## Œuvre

### Romans
- The Rachel Papers (1973) - adapté au cinéma sous le titre Le Dossier Rachel en 1989 Publié en français sous le titre Le Dossier Rachel, traduit par Patrick de Rosbo, Paris, Albin Michel, 1977 ; réédition, Paris, Le Serpent à plumes, coll. « Motif » no 1, 1994  (ISBN 2-908957-14-0)
- Dead Babies (1975) – adapté au cinéma sous le même titre en 1980 Publié en français sous le titre Poupées crevées, traduit par Jean-François Ménard, Paris, Gallimard, 2001 ; réédition, Paris, Gallimard, coll. « Folio » no 3797, 2003  (ISBN 2-07-042688-2)
- Success (1978) Publié en français sous le titre Réussir, traduit par Frédéric Maurin, Paris, Gallimard, 2001 ; réédition, Paris, Gallimard, coll. « Folio » no 3796, 2003  (ISBN 2-07-042687-4)
- Other People (1981) Publié en français sous le titre D'autres gens, traduit par Géraldine Koff-D'Amico, Paris, Christian Bourgois, 1989 ; réédition, Paris, 10/18 no 2783, 1996 ; réédition, Paris, LGF, coll. « Le Livre de poche » no 33873, 2015  (ISBN 978-2-253-08762-5)
- Money (1984) Publié en français sous le titre Money, Money, traduit par Simone Hilling, Paris, Éditions Mazarine, coll. « Roman mazarine », 1987 ; réédition, Paris, Gallimard, coll. « Folio » no 3723, 2002 ; réédition, Paris, LGF, coll. « Le Livre de poche » no 33872, 2015  (ISBN 978-2-253-08761-8)
- London Fields (1989) Publié en français sous le titre London Fields, traduit par Géraldine D'Amico, Paris, Christian Bourgois, 1992 ; réédition, Paris, 10/18 no 2813, 1997 ; réédition, Paris, Gallimard, coll. « Folio » no 4933, 2009  (ISBN 978-2-07-035943-1) ; réédition, Paris, LGF, coll. « Le Livre de poche » no 34773, 2018  (ISBN 978-2-253-07002-3)
- Time's Arrow: Or the Nature of the Offense (1991) Publié en français sous le titre La Flèche du temps, traduit par Géraldine Koff-D'Amico, Paris, Christian Bourgois, 1993 ; réédition, Paris, 10/18 no 2887, 1998 ; réédition, Paris, Gallimard, coll. « Folio » no 5047, 2010  (ISBN 978-2-07-039914-7)
- The Information (1995) Publié en français sous le titre L'Information, traduit par Frédéric Maurin, Paris, Gallimard, coll. « Du monde entier », 1996 ; réédition, Paris, Gallimard, coll. « Folio » no 3129, 1998  (ISBN 2-07-040563-X) ; réédition, Paris, LGF, coll. « Le Livre de poche » no 34772, 2018  (ISBN 978-2-253-07001-6)
- Night Train (1997) Publié en français sous le titre Train de nuit, traduit par Frédéric Maurin, Paris, Gallimard, coll. « Du monde entier », 1999 ; réédition, Paris, Gallimard, coll. « Folio » no 3508, 2001  (ISBN 2-07-041734-4)
- Yellow Dog (2003) Publié en français sous le titre Le Chien jaune, traduit par Bernard Hœpffner et Catherine Goffaux, Paris, Gallimard, coll. « Du monde entier », 2006 ; réédition, Paris, Gallimard, coll. « Folio » no 4768, 2008  (ISBN 978-2-07-035852-6)
- House of Meetings (2006) Publié en français sous le titre La Maison des rencontres, traduit par Bernard Hoepffner et Catherine Goffaux, Paris, Gallimard, coll. « Du monde entier », 2008 ; réédition, Paris, Gallimard, coll. « Folio » no 4979, 2009  (ISBN 978-2-07-034167-2)
- The Pregnant Widow (2010) Publié en français sous le titre La Veuve enceinte : les dessous de l'histoire, traduit par Bernard Hoepffner, Paris, Gallimard, coll. « Du monde entier », 2012 ; réédition, Paris, Gallimard, coll. « Folio » no 5588, 2013  (ISBN 978-2-07-045308-5)
- Lionel Asbo: State of England (2012) Publié en français sous le titre Lionel Asbo, l'état de l'Angleterre, traduit par Bernard Turle, Paris, Gallimard, coll. « Du monde entier », 2013 ; réédition, Paris, Gallimard, coll. « Folio » no 5822, 2014  (ISBN 978-2-07-045935-3)
- The Zone of Interest (2014) - Prix du Meilleur livre étranger Publié en français sous le titre La Zone d'intérêt, traduit par Bernard Turle, Paris, Calmann-Lévy, 2015 ; réédition, Paris, LGF, coll. « Le Livre de poche » no 33851, 2016  (ISBN 978-2-253-06927-0)
- Inside Story (2020) Publié en français sous le titre Inside story, traduit par Bernard Turle, Paris, Calmann-Lévy, 2021 ; réédition, Paris, LGF, coll. « Le Livre de poche » no 33850, 2024  (ISBN 978-2-253-06926-3)

### Recueils de nouvelles
- Einstein's Monsters (1987) Publié en français sous le titre Les Monstres d'Einstein, traduit par Géraldine D'Amico, Paris, Christian Bourgois, 1990 ; réédition, Paris, 10/18 no 3032, 1999  (ISBN 2-264-00088-0)
- Two Stories (1994)
- God's Dice (1995)
- Heavy Water And Other Stories (1998) Publié en français sous le titre Eau lourde et autres nouvelles, traduit par Jean-Michel Rabaté, Paris, Gallimard, coll. « Du monde entier », 2000  (ISBN 2-07-075387-5)
- State of England: And Other Stories (1998) Publié en français sous le titre L'État de l'Angleterre, suivi de Nouvelle Carrière, traduit par Jean-Michel Rabaté, Paris, Gallimard, coll. « 2 euros » no 3865, 2003  (ISBN 2-07-042865-6)
- Amis Omnibus, Omnibus (1999)
- The Fiction of Martin Amis (2000)
- Vintage Amis (2004)

### Autres publications
- Invasion of the Space Invaders (1982)
- The Moronic Inferno And Other Visits to America (1986)
- Visiting Mrs Nabokov And Other Excursions (1993) Publié en français sous le titre Visiting Mrs Nabokov, traduit par Géraldine Koff-D'Amico, Paris, Christian Bourgois, 1997  (ISBN 2-267-01390-8)
- Experience (2000) - James Tait Black Memorial Prize Publié en français sous le titre Expérience, traduit par Frédéric Maurin, Paris, Gallimard, 2003 ; réédition, Paris, Gallimard, coll. « Folio » no 4162, 2005  (ISBN 2-07-030702-6)
- The War Against Cliche: Essays and Reviews 1971-2000 (2001) Publié en français sous le titre Guerre au cliché : essais et critiques, traduit par Frédéric Maurin, Paris, Gallimard, coll. « Du monde entier », 2006  (ISBN 978-2-07-076689-5)
- Koba the Dread: Laughter and the Twenty Million (2002) Publié en français sous le titre Koba la terreur : les vingt millions et le rire, traduit par Frédéric Maurin, Paris, éditions l'Œuvre, coll. « l'Œuvre littéraire », 2009  (ISBN 978-2-35631-022-4)
- The Second Plane (2010) Publié en français sous le titre Le Deuxième Avion : 11 septembre, 2001-2007, traduit par Bernard Hoepffner, Paris, Gallimard, coll. « Du monde entier », 2010  (ISBN 978-2-07-012304-9)
- The Rub of Time (en) (2017)  Publié en français sous le titre La Friction du temps : Bellow, Nabokov, Hitchens, Travolta, Trump. Essais et reportages 1994-2017, traduit par Bernard Turle, Calman-Lévy, 2017  (ISBN 978-2-70-216183-8)

### Adaptations cinématographiques
- 1989 : Le Dossier Rachel (The Rachel Papers), film britannique réalisé par Damian Harris, avec Dexter Fletcher, Jonathan Pryce et James Spader (d'après Le Dossier Rachel, 1973)
- 2000 : Dead Babies (en), film britannique réalisé par William Marsh, avec Paul Bettany (d'après Poupées crevées, 1975)
- 2016 : London Fields, film américano-britannique réalisé par Mathew Cullen, avec Amber Heard, Cara Delevingne, Jaimie Alexander et Billy Bob Thornton (d'après London Fields, 1989)
- 2023 : The Zone of Interest de Jonathan Glazer